# Liga Premier de Ucrania 2013-14
La temporada 2013-14 fue la 23.ª edición de la Liga Premier de Ucrania desde su creación y la sexta desde su reorganización bajo el formato actual. El campeón fue el Shajtar Donetsk, consiguiendo su noveno título de liga y el quinto de forma consecutiva.
Un total de dieciséis equipos participaron en la liga, los quince clubes de la temporada 2012/13 y un club ascendido de la Persha Liha 2012/13. La temporada comenzó el 12 de julio de 2013, cuando el Zoryá visitó Simferópol y ganó 0-2 contra el SC Tavriya Simferopol. La competición tuvo un receso invernal desde el 1 de diciembre hasta el 1 de marzo de 2014. La fecha de finalización del campeonato fue el 18 de mayo de 2014. La competición se vio afectada por la agitación política que afectó a Ucrania durante la sesión de primavera.

## Equipos
Los dos equipos que descendieron debían ser reemplazados por el campeón y el subcampeón de la Primera Liga de Ucrania 2012/13, Sevastopol y Stal Alchevsk, respectivamente. Stal Alchevsk fue ascendido después de terminar subcampeón, pero la administración del club se negó al ascenso.
Al Kryvbas Kryvyi Rih se le negó una licencia para la temporada 2013/14 debido a problemas financieros el 31 de mayo de 2013 y fue expulsado.
Al Hoverla Uzhhorod, que terminó en el 15° puesto, se le permitió quedarse en la Liga Premier después de pasar la certificación.
Metalurg Zaporizhia, el último clasificado de la Liga Premier de Ucrania 2012/13 iba a descender a la Primera Liga de Ucrania a finales de la temporada anterior, pero ya que ningún otro equipo de la Primera Liga ucraniana ascendió, se mantuvo en la competencia.
| N.º | Club                  | Ciudad         | Estadio              | Capacidad |
| --- | --------------------- | -------------- | -------------------- | --------- |
| 1   | Dinamo Kiev           | Kiev           | NSC Olimpiyskiy      | 70.050    |
| 2   | Shajtar Donetsk       | Donetsk        | Donbass Arena        | 52.187    |
| 3   | Metalist Járkov       | Járkov         | OSC Metalist         | 40.003    |
| 4   | Karpaty Lviv          | Leópolis       | Arena Lviv           | 34.915    |
| 5   | Chernomorets Odessa   | Odesa          | Estadio Chernomorets | 34.164    |
| 6   | Dnipro Dnipropetrovsk | Dnipropetrovsk | Dnipro Arena         | 31.003    |
| 7   | Vorskla Poltava       | Poltava        | Oleksiy Butovskyi    | 24.795    |
| 8   | FC Zoryá Lugansk      | Lugansk        | Avanhard             | 22.288    |
| 9   | Tavriya Simferopol    | Simferópol     | RSC Lokomotiv        | 19.978    |
| 10  | Arsenal Kiev          | Kiev           | Lobanovski Dinamo    | 16.873    |
| 11  | Illichivets Mariupol  | Mariúpol       | Estadio Illichivets  | 12.680    |
| 12  | Volyn Lutsk           | Lutsk          | Avanhard Lutsk       | 12.080    |
| 13  | Hoverla Uzhhorod      | Úzhgorod       | Avanhard Úzhgorod    | 12.000    |
| 14  | Metalurg Zaporizhia   | Zaporiyia      | Slavutych-Arena      | 11.883    |
| 15  | FC Sevastopol         | Sebastopol     | SKS-Arena            | 5.576     |
| 16  | Metalurg Donetsk      | Donetsk        | Estadio Metalurg     | 5.094     |

## Tabla de posiciones
- Actualización final el 18 de mayo de 2014.

| --- | Pos. | Equipos                 | PJ | PG | PE | PP | GF | GC | DIF | PTS |
| --- | ---- | ----------------------- | -- | -- | -- | -- | -- | -- | --- | --- |
|     | 1.   | Shajtar Donetsk         | 28 | 21 | 2  | 5  | 62 | 23 | +39 | 65  |
|     | 2.   | Dnipro Dnipropetrovsk 1 | 28 | 18 | 5  | 5  | 56 | 28 | +28 | 59  |
|     | 3.   | Metalist Járkov         | 28 | 16 | 9  | 3  | 54 | 29 | +25 | 57  |
|     | 4.   | Dinamo Kiev             | 28 | 16 | 5  | 7  | 55 | 33 | +22 | 53  |
|     | 5.   | Chernomorets Odessa     | 28 | 12 | 10 | 6  | 30 | 22 | +8  | 46  |
|     | 6.   | Metalurg Donetsk 2      | 28 | 12 | 7  | 9  | 45 | 42 | +3  | 43  |
|     | 7.   | Zoryá Lugansk           | 28 | 11 | 9  | 8  | 35 | 30 | +5  | 42  |
|     | 8.   | Vorskla Poltava         | 28 | 10 | 10 | 8  | 36 | 38 | -2  | 40  |
|     | 9.   | FC Sevastopol (A)       | 28 | 10 | 5  | 13 | 32 | 43 | -11 | 35  |
|     | 10.  | Illichivets Mariupol    | 28 | 10 | 4  | 14 | 27 | 33 | -6  | 34  |
|     | 11.  | Karpaty Lviv            | 28 | 7  | 11 | 10 | 33 | 39 | -6  | 32  |
|     | 12.  | Hoverla Uzhhorod        | 28 | 7  | 5  | 16 | 26 | 39 | -13 | 26  |
|     | 13.  | Volyn Lutsk 3           | 28 | 7  | 6  | 15 | 25 | 51 | -26 | 24  |
|     | 14.  | Metalurg Zaporizhia     | 28 | 2  | 6  | 20 | 19 | 54 | -35 | 12  |
|     | 15.  | Tavriya Simferopol      | 28 | 2  | 4  | 22 | 15 | 46 | -31 | 10  |
|     | 16.  | Arsenal Kiev            | 0  | 0  | 0  | 0  | 0  | 0  | 0   | 0   |

- (A) Club ascendido la temporada anterior.

|  | Campeón y clasifica a la Liga de Campeones de la UEFA 2014-15.    |
|  | Clasifica a la Liga de Campeones de la UEFA 2014-15.              |
|  | Clasifican a la Liga Europa de la UEFA 2014-15.                   |
|  | Club expulsado después de la temporada por problemas financieros. |

1 El 18 de junio de 2014, la UEFA publicó la clasificación para la próxima temporada 2014-15 de la UEFA Champions League, donde el FC Dnipro Dnipropetrovsk se encuentra pendiente de aprobación del Órgano de Control Financiero de los Clubes (CFCB, por sus siglas en inglés) el 19 de junio de 2014, para participar en la competición. El principal problema que podría haber impedido al Dnipro participar en las competiciones continentales era el "caso Boateng". El conflicto surgió durante la temporada 2012-13, cuando Derek Boateng intentó sin éxito dejar el club por incumplimiento de contrato y se vio obligado a presentar una demanda contra el club a través del Tribunal de Arbitraje Deportivo en Lausana. Finalmente, Dnipro jugó en la tercera fase de clasificación de la Liga de Campeones 2014-15 (y, posteriormente, la Liga Europea de la UEFA).
2 El 4 de abril de 2014, la UEFA prohibió al FC Metalurg Donetsk la participación en competiciones europeas durante tres años por no cumplir con los reglamentos del juego limpio financiero.
3 El 20 de mayo de 2014, al FC Volyn Lutsk se le dedujeron tres puntos por incumplimiento de las normas financieras.
4 Después de la anexión de Crimea a Rusia, FC Sevastopol y SC Tavriya Simferopol se disolvieron oficialmente y en su lugar se han creado nuevos clubes que participarán en las competiciones de Rusia la próxima temporada.
5 El 29 de octubre de 2013, el director general del Arsenal Kiev, Viktor Golovko anunció que el club está en una gran quiebra y que se retira de las competiciones, ya que no pudo encontrar ningún patrocinador. La Asamblea General de la Liga Premier de Ucrania no pudo alcanzar el cuórum y por lo tanto no se tomó la decisión sobre la expulsión del club de la Liga Premier. (18 de diciembre de 2013) El 12 de febrero de 2014, Arsenal Kiev fue expulsado oficialmente de la liga y todos los resultados del club fueron anulados.  Arsenal jugó 13 partidos con récord de 3 victorias, 1 empate y 9 derrotas, con 10 goles a favor y 28 goles en contra, y también una derrota técnica se registró en contra del club.

## Goleadores
Los máximos goleadores fueron los siguientes:
| # | Jugador           | Goles | Club                  |
| - | ----------------- | ----- | --------------------- |
| 1 | Luiz Adriano      | 20    | Shajtar Donetsk       |
| 2 | Júnior Moraes     | 19    | Metalurg Donetsk      |
| 3 | Marko Dević       | 15    | Metalist Járkov       |
| 4 | Matheus           | 13    | Dnipro Dnipropetrovsk |
| 4 | Dieumerci Mbokani | 13    | Dinamo Kiev           |
| 4 | Yevhen Selezniov  | 13    | Dnipro Dnipropetrovsk |
| 7 | Yannick Boli      | 12    | Zoryá Lugansk         |
| 7 | Andriy Yarmolenko | 12    | Dinamo Kiev           |
| 9 | Oleksandr Gladki  | 10    | Karpaty Lviv          |
| 9 | Oleksiy Antónov   | 10    | Chernomorets Odessa   |

- Actualizado al final del torneo.

## Primera Liga de Ucrania
La Primera Liga de Ucrania o Persha Liha es la segunda categoría del fútbol en Ucrania. En la edición 2013-14, el club Olimpik Donetsk obtuvo el ascenso automáticamente, mientras que el segundo clasificado, el PFC Oleksandria, rehusó su ascenso aduciendo razones financieras y la inestabilidad política en el país.
|  |     | Equipo                 | PJ | PG | PE | PP | GF | GC | DG  | PTS |
|  | --- | ---------------------- | -- | -- | -- | -- | -- | -- | --- | --- |
|  | 1.  | Olimpik Donetsk        | 29 | 16 | 7  | 6  | 45 | 30 | +15 | 55  |
|  | 2.  | PFC Oleksandria        | 30 | 14 | 10 | 6  | 47 | 28 | +19 | 52  |
|  | 3.  | Stal Alchevsk          | 30 | 16 | 3  | 11 | 41 | 33 | +8  | 51  |
|  | 4.  | FC Poltava             | 30 | 14 | 4  | 12 | 36 | 34 | +2  | 46  |
|  | 5.  | Desna Chernígov        | 30 | 14 | 2  | 14 | 33 | 27 | +6  | 44  |
|  | 6.  | Zirka Kirovohrad       | 30 | 12 | 8  | 10 | 36 | 34 | +2  | 44  |
|  | 7.  | Naftovyk-Ukrnafta      | 30 | 12 | 7  | 11 | 40 | 35 | +5  | 43  |
|  | 8.  | UkrAhroKom Holovkivka1 | 30 | 11 | 9  | 10 | 27 | 27 | 0   | 42  |
|  | 9.  | Helios Járkov          | 30 | 10 | 11 | 9  | 29 | 35 | −6  | 41  |
|  | 10. | Nyva Ternopil          | 30 | 10 | 9  | 11 | 33 | 32 | +1  | 39  |
|  | 11. | FC Sumy                | 30 | 11 | 6  | 13 | 29 | 39 | −10 | 39  |
|  | 12. | Bukovyna Chernivtsi    | 30 | 10 | 6  | 14 | 26 | 36 | −10 | 36  |
|  | 13. | Tytan Armyansk         | 29 | 9  | 8  | 12 | 29 | 41 | −12 | 35  |
|  | 14. | Dynamo-2 Kiev          | 30 | 8  | 8  | 14 | 29 | 30 | −1  | 32  |
|  | 15. | Avanhard Kramatorsk2   | 30 | 7  | 10 | 13 | 23 | 27 | −4  | 31  |
|  | 16. | MFC Mykolaiv           | 30 | 9  | 4  | 17 | 34 | 49 | −15 | 31  |

|  | Ascendido a la Liga Premier de Ucrania 2014/15                                                   |
|  | Abandonó el campeonato al finalizar el torneo debido a la Anexión de Crimea a la Federación Rusa |

1 Se disolvió después de la temporada.
2 Suspendido después de la temporada.